# W chmurach (film)
W chmurach (ang. Up in the Air) – amerykański komediodramat z 2009 roku w reżyserii Jasona Reitmana, będący adaptacją powieści pod tym samym tytułem autorstwa Waltera Kirna. Film opowiada o pracowniku korporacji i jego podróżach samolotami. Film ukazuje jego życie oraz filozofię, jaką wyznaje, jak również relacje z osobami, które spotyka na swej drodze.

## Obsada
- George Clooney jako Ryan Bingham
- Vera Farmiga jako Alex Goran
- Anna Kendrick jako Natalie Keener
- Jason Bateman jako Craig Gregory
- Amy Morton jako Kara Bingham
- Melanie Lynskey jako Julie Bingham
- J.K. Simmons jako Bob
- Sam Elliott jako Maynard Finch
- Danny McBride jako Jim Miller
- Zach Galifianakis jako Steve

i inni

## Nagrody i nominacje
Oscary 2010
- nominacja: najlepszy film − Daniel Dubiecki, Ivan Reitman i Jason Reitman[1]
- nominacja: najlepszy aktor pierwszoplanowy − George Clooney[1]
- nominacja: najlepsza aktorka drugoplanowa − Anna Kendrick[1]
- nominacja: najlepsza aktorka drugoplanowa − Vera Farmiga[1]
- nominacja: najlepszy reżyser − Jason Reitman[1]
- nominacja: najlepszy scenariusz adaptowany − Jason Reitman i Sheldon Turner[1]

Złote Globy 2009
- najlepszy scenariusz − Jason Reitman i Sheldon Turner
- nominacja: najlepszy film dramatyczny
- nominacja: najlepszy reżyser − Jason Reitman
- nominacja: najlepszy aktor w filmie dramatycznym − George Clooney
- nominacja: najlepsza aktorka drugoplanowa − Anna Kendrick
- nominacja: najlepsza aktorka drugoplanowa − Vera Farmiga

Nagrody BAFTA 2009
- najlepszy scenariusz adaptowany − Jason Reitman i Sheldon Turner
- nominacja: najlepszy film − Ivan Reitman, Jason Reitman i Daniel Dubiecki
- nominacja: najlepszy aktor pierwszoplanowy − George Clooney
- nominacja: najlepsza aktorka drugoplanowa − Anna Kendrick
- nominacja: najlepsza aktorka drugoplanowa − Vera Farmiga
- nominacja: najlepszy montaż − Dana E. Glauberman

Nagroda Satelita 2009
- najlepsza muzyka − Rolfe Kent
- nominacja: najlepszy film komediowy lub musical
- nominacja: najlepszy aktor w filmie komediowym lub musicalu − George Clooney
- nominacja: najlepsza aktorka drugoplanowa − Anna Kendrick
- nominacja: najlepszy scenariusz adaptowany − Jason Reitman i Sheldon Turner

Nagroda Gildii Aktorów Filmowych 2009
- nominacja: najlepszy aktor pierwszoplanowy − George Clooney
- nominacja: najlepsza aktorka drugoplanowa − Anna Kendrick
- nominacja: najlepsza aktorka drugoplanowa − Vera Farmiga